# Línea 199 (Montevideo)
La línea 199  de la red de transporte urbano de Montevideo une Punta Carretas con el Cementerio del Norte. 

## Recorridos
| Ida - Punta Carretas - Blvr. Gral. Artigas - José Ellauri - Joaquín Nuñez - Benito Nardone - Avenida Julio Herrera y Reissig - Avenida Gonzalo Ramírez - Juan Jackson - Avenida Rivera - Avenida Daniel Fernández Crespo - Miguelete - Justicia - Juan C. Patrón - Inca - Domingo Aramburu - Avenida General Flores - Carreras Nacionales - Gregorio Pérez - Bernabé Michelena - Enrique Amorín - Dr. José Saint Clement - Avenida San Martín - Rancagua - Avenida Burgues hasta la calle Sorata - Cementerio del Norte | Vuelta - Cementerio del Norte - Avenida Burgues - Rancagua - Avenida San Martín - Saint Clement - Enrique Amorín - Bernabé Michelena - Gregorio Pérez - José A. Possolo - Avenida Gral. Flores - Domingo Aramburú - Marcelino Sosa - Blandengues - Arenal Grande - Justicia - La Paz - Arenal Grande - Avenida Uruguay - Eduardo Acevedo - Avenida Gonzalo Ramírez - Avenida Julio Herrera y Reissig - Ing. García de Zúñiga - José María Montero - José Ellauri - Bulevar Artigas - Terminal Punta Carretas |

## Paradas
N.º parada → Calle
| 2061 | Tabaré                        |
| 4850 | Ramón Fernández               |
| 3382 | H. Miranda / Shopping         |
| 5403 | Miñones                       |
| 4465 | Coronel Mora                  |
| 3368 | Bv. Gral. Artigas             |
| 2114 | Patria                        |
| 2115 | García de Zúñiga              |
| 2116 | Ibiray                        |
| 2117 | Av. Tomás Giribaldi           |
| 4084 | Joaquín de Salterain          |
| 4066 | Juan D. Jackson               |
| 3853 | Durazno                       |
| 3854 | Constituyente                 |
| 4494 | Charrúa                       |
| 3855 | Chaná                         |
| 3856 | Guayabos                      |
| 3833 | Colonia (BPS)                 |
| 3835 | Cerro Largo                   |
| 3837 | Miguelete                     |
| 3823 | República                     |
| 3706 | Lima                          |
| 3707 | Gral. Pagola                  |
| 3708 | Nueva Palmira                 |
| 3709 | Dr. Juan J. de Amezaga        |
| 2461 | Blandengues                   |
| 2462 | Ramón del Valle Inclán        |
| 2464 | Gral. Flores                  |
| 2418 | Rivadavia                     |
| 3805 | Av. Gral. José Garibaldi      |
| 3806 | Gustavo Gallinal              |
| 3807 | Bv. Gral. Artigas             |
| 2340 | Av. Luis Alberto de Herrera   |
| 2341 | Juan José Quesada             |
| 2221 | Tte. Cnel. Euclides A. Salari |
| 2222 | Dr. Héctor Luis Odriozola     |
| 4833 | Santiago Sierra               |
| 2223 | Pte. Ing. José Serrato        |
| 2225 | Honduras                      |
| 2227 | Cno. Corrales                 |
| 2689 | Gral. Flores                  |
| 2690 | Emilio Zola                   |
| 2691 | Torricelli                    |
| 2692 | Gregorio Pérez                |
| 2679 | José A. Posolo                |
| 2680 | Juan Acosta                   |
| 2660 | Enrique Amorin                |
| 2661 | Lauro Ayestaran               |
| 5404 | Santiago Figueredo            |
| 5405 | Av. Burgues                   |
| 4736 | Rancagua                      |
| 3716 | Sorata                        |
| 3717 | Terminal Crio Norte           |

| 3717 | Terminal Crio Norte      |
| 3718 | Dr. José María Silva     |
| 3713 | Cno. Chimborazo          |
| 3714 | Sorata                   |
| 3715 | Rancagua                 |
| 5387 | Lancaster                |
| 4595 | Gral. San Martín         |
| 2662 | Lauro Ayestaran          |
| 2663 | Bernabé Michelena        |
| 2664 | Juan Acosta              |
| 2665 | José A. Posolo           |
| 2666 | Torricelli               |
| 2667 | Emilio Zola              |
| 2668 | Gral. Flores             |
| 2328 | Cno. Corrales            |
| 2330 | Cno. Chimborazo          |
| 2332 | Francisco Pla            |
| 2333 | Santiago Sierra          |
| 2334 | Bruno Mendez             |
| 2336 | José Batlle y Ordóñez    |
| 2337 | Juan José Quesada        |
| 2338 | Av. Luis A. de Herrera   |
| 2339 | Bv. Gral. Artigas        |
| 2404 | Chubut                   |
| 2405 | Dr. Gustavo Gallinal     |
| 2406 | Av. Gral. José Garibaldi |
| 2407 | Rivadavia                |
| 2409 | Domingo Aramburu         |
| 2458 | Gral. Flores             |
| 2459 | Ramón del Valle Inclán   |
| 2460 | Arenal Grande            |
| 3783 | Dr. Juan J. de Amezaga   |
| 3702 | Nueva Palmira            |
| 3703 | Gral. Pagola             |
| 3704 | Lima                     |
| 3815 | República                |
| 3831 | Cerro Largo              |
| 3832 | Av. Uruguay              |
| 3847 | Colonia                  |
| 3849 | Guayabos                 |
| 3850 | Chaná                    |
| 3851 | Constituyente            |
| 3852 | Isla de Flores           |
| 4074 | Juan D. Jackson          |
| 4085 | Juan Paullier            |
| 2118 | Av. Tomás Giribaldi      |
| 2119 | Ibiray                   |
| 4457 | Fac. Ingeniería          |
| 555  | Patria                   |
| 2120 | Bv. Gral. Artigas        |
| 3369 | Williman                 |
| 3370 | Coronel Mora             |
| 3371 | José Ellauri             |
| 3380 | Joaquín Núñez            |
| 3381 | H. Miranda / Shopping    |
| 4967 | Tabaré                   |
| 4991 | Manuel J. Errazquin      |

## Barrios
El 199 circula por los barrios: Punta Carretas, Parque Rodó, Cordón, Cordón Norte, La Comercial, Barrio Reus, Goes, Jacinto Vera, Bolívar (Cercanías a Hospital Policial), Cerrito de la Victoria, Las Acacias, Barrio Cóppola y Joanicó.

## Destinos intermedios
VUELTA
1. Parque Rodó
2. Eduardo Acevedo y Colonia
3. Gral. Flores y Luis A. de Herrera